# Bibliotyeka imenyi Lenyina metróállomás
A Bibliotyeka imenyi Lenyina (oroszul Библиоте́ка и́мени Ле́нина, magyarul szó szerint: Leninről elnevezett Könyvtár) a moszkvai metrónak az 1-es számú, piros színnel jelzett, Szokolnyicseszkaja nevű vonalán található egyik állomása. A Tverszkoj kerületben, a moszkvai Központi közigazgatási körzetben fekszik, a Mohovaja ulica alatt, a Kreml közelében. 1935. május 15-én nyitották meg az első moszkvai metróépítkezés keretében. A közeli, akkori nevén Lenin Könyvtárról nevezték el, aminek ma Oroszországi Állami Könyvtár a neve.
Az állomásnál négy metróvonal kereszteződik a legnagyobb moszkvai metrócsomópontot alkotva, amelynek többi három állomása az Arbatszkaja (Arbatszko-Pokrovszkaja vonal), az Alekszandrovszkij szad (Filjovszkaja vonal), valamint a Borovickaja metróállomás (Szerpuhovszko-Tyimirjazevszkaja vonal).

## Építészeti kialakítása
Az állomást egyetlen boltív fedi, ez volt az első ilyen kialakítású metróállomás Moszkvában. A felszíni közlekedés fenntartása érdekében bányászati módszerekkel építették ki, bár a csarnok teteje a legmagasabb részén mindössze két méterre van a felszíntől. Az állomás hossza 160 méter, szélessége 20 méter.

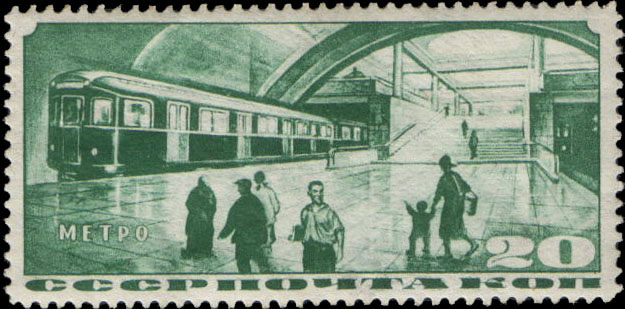
A metróállomás egy 1935-ös bélyegen
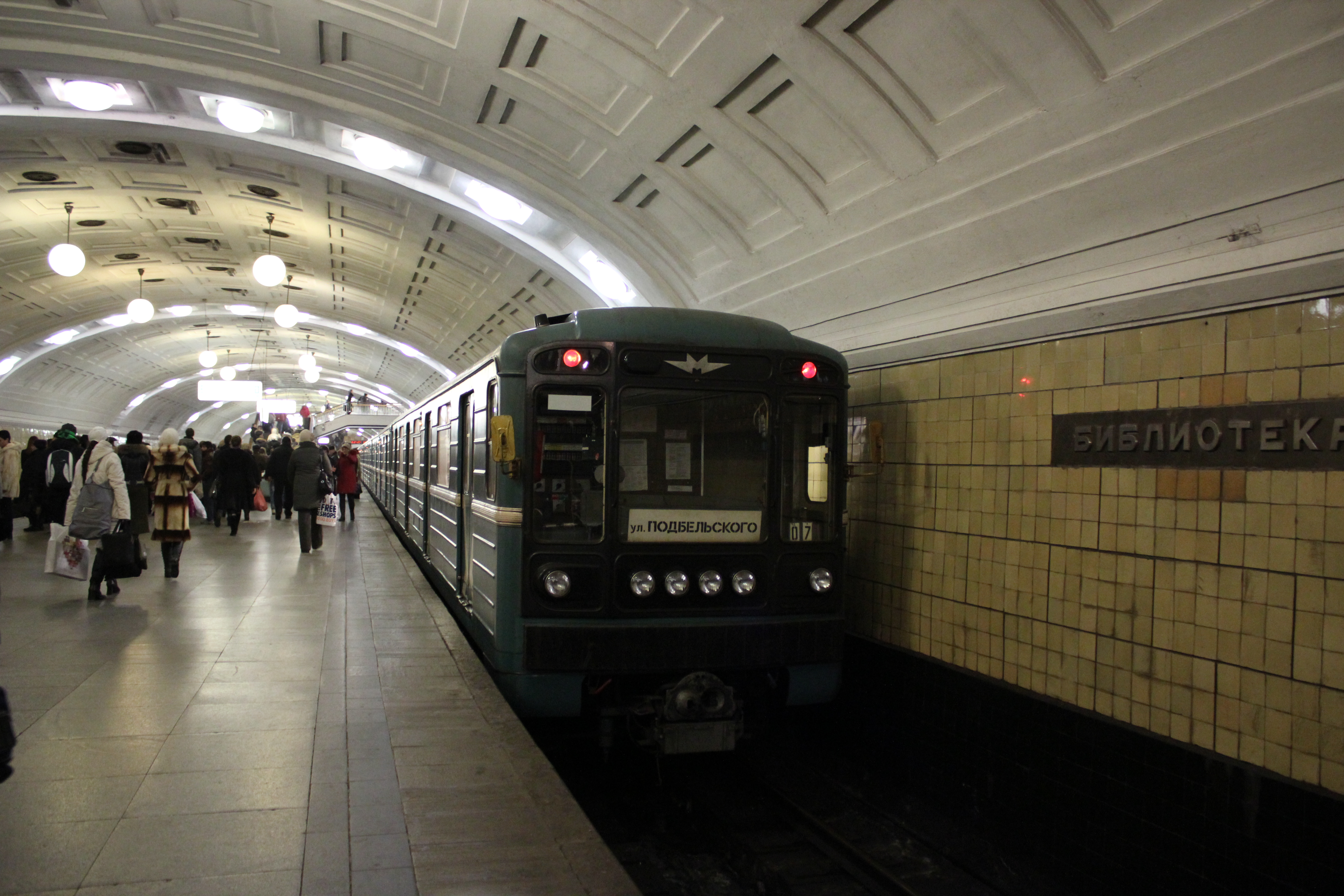
2011-es kép
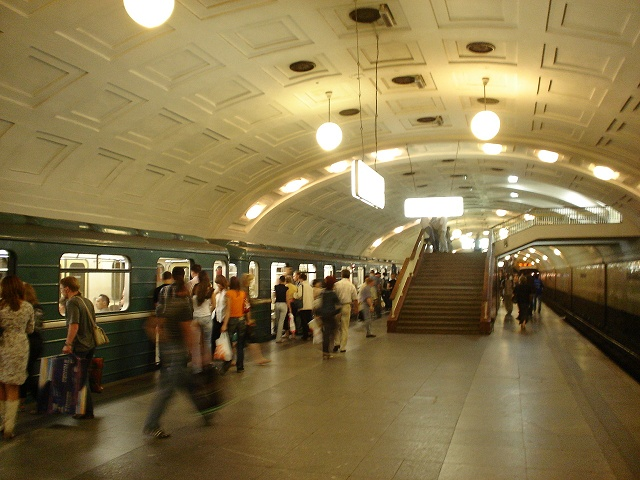
Feljárat az állomás közepén
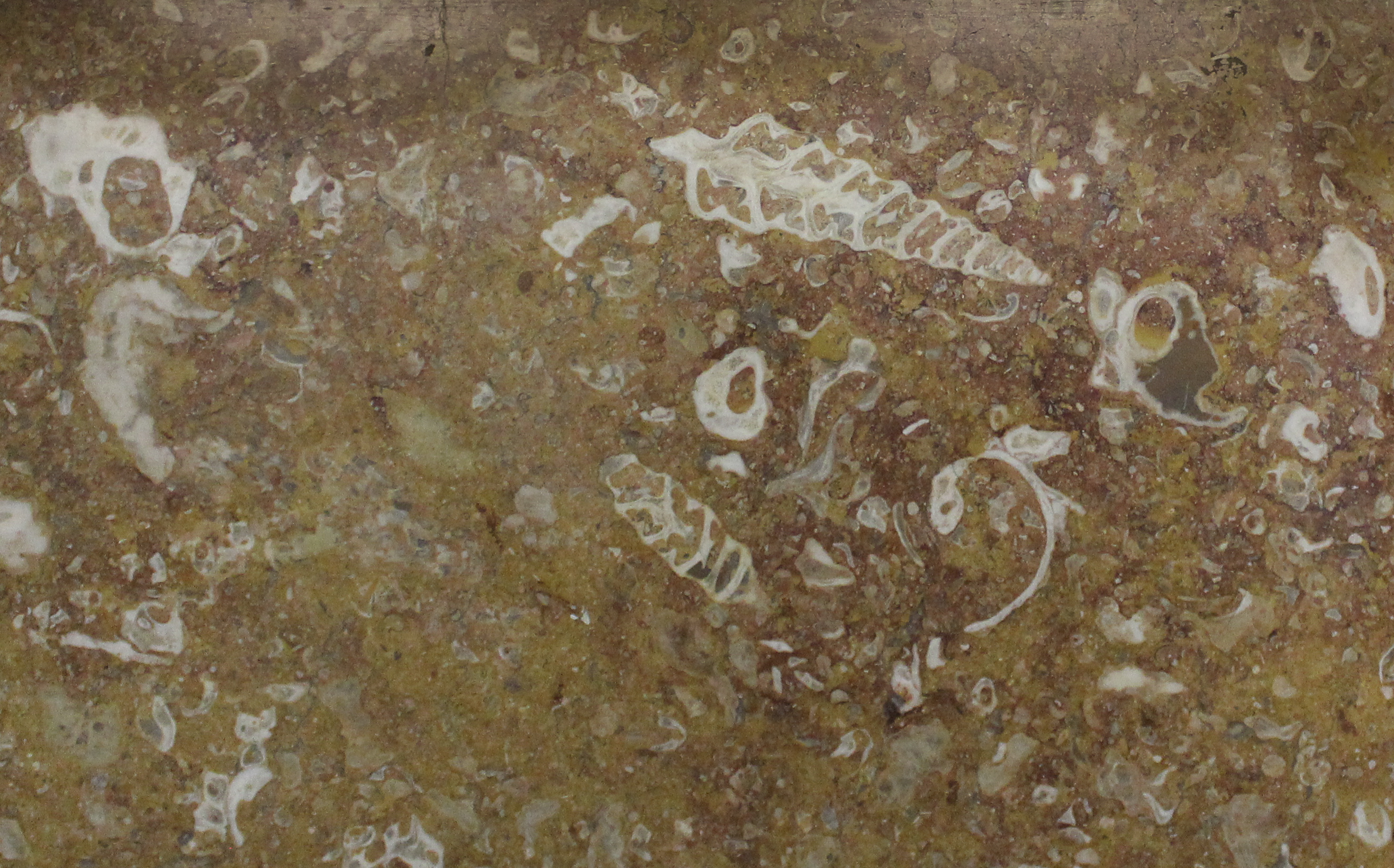
Fosszíliák a csarnok falának borításában

## Forgalma
2002-ben az állomás be- és kilépő forgalma a felszínről naponta átlagosan 14 850 utas volt,, 190 ezer átszálló utas közlekedett a Borovickaja állomásra vagy onnan, 44 ezer az Arbatszkajáról, 84 ezer pedig az Alekszandrovszkij Szad állomásról, összesen tehát naponta 350 ezer fő használta az állomást.

## Fordítás
- Ez a szócikk részben vagy egészben a Библиотека имени Ленина (станция метро) című orosz Wikipédia-szócikk ezen változatának fordításán alapul.  Az eredeti cikk szerkesztőit annak laptörténete sorolja fel. Ez a jelzés csupán a megfogalmazás eredetét és a szerzői jogokat jelzi, nem szolgál a cikkben szereplő információk forrásmegjelöléseként.